# B, a szuperméh
A B, a szuperméh (eredeti cím: The Mighty B!) amerikai televíziós 2D-s számítógépes animációs sorozat, amelyet Larry Leichliter és Erik Wiese rendezett. A zenéjét James Yenagle szerezte. Amerikában a Nicktoons és a Nickelodeon vetítette, Magyarországon pedig a Nickelodeon sugározta.

## Szereplők
- Bessie Higgenbottom
- Happy Walter Higgenbottom
- Benjamin "Ben" Higgenbottom
- Hilary Higgenbottom
- Penny Lefcowitz
- Porita Gibbons
- Gwen Wu
- Mrs. Gibbons
- Millie Millerson
- Miriam Breedlove
- Mona

## Magyar hangok
- Mezei Kitty – ?
- Pap Katalin – ?
- Szalay Csongor – Ben
- Kiss Virág – ?
- Rátonyi Hajnalka – ?
- F. Nagy Erika – ?
- Simon Eszter – ?
- Szegedi Anita – ?

## Epizódok
- A bostoni barát (I boston beean)
- Penny és Joly (Penny keats Joly)
- Szitakötők (Clragonflies)
- Méhecskehíd (Bee Pattents)
- Méhnek lenni vagy nem lenni (To bee or not to bee)
- Az éjszakai hírverés (Night kowl)
- A cilinderes trükk (Hat trick)
- Apokalipszis most (Opoxalypre now)
- Kaptárba zárva (Eive jacked)
- Ben étvágya (Ben appetit)
- Játékfüggőnek lenni jó (Fix jm ehm farn het ganen te zijn
- Valami nem stimmel ezzel a fruttival (Something's urong vith thick taffy)
- Mézes mackó (Eye of th honeybee))
- Hála adás napi méh (Thunksgiving beenactment)
- Vakság (Klindrclecl)
- Ben és Happy (Ben and Happy)
- Mesterséges hülyeség (Artificial Unintelligence)
- Együtt lenni jó! (So Happy Together)
- Látlak méh (An I See Bee)
- Az légy, aki vagy (We Got the Bee)